# Särdals livräddningsstation
Särdals livräddningsstation är ett museum i en tidigare sjöräddningsstation i Särdal, i Halmstads kommun. Museet etablerades 1957, efter nedläggningen av sjöräddningsstationen som grundats 1908.

## Historik

### Bakgrund
Behovet av en räddningsstation uppmärksammades efter en svår storm i september 1903. Under stormen förliste 20 skutor mellan Vinga och Ängelholm, och 60 sjömän drunknade utan att kunna hjälpas. 
Livräddningsstationen, som var en av Sveriges första, byggdes på iniativ av Sveriges allmänna sjöfartsförening och betalades genom donationer. Den utrustades med en roddlivbåt som fick namnet Otto Stenberg och invigdes den 28 oktober 1908. Räddningsstationen bemannades av frivilliga, och övningar med livbåt och raketapparat hölls varje år.

### Stationens verksamhet
Vid det första uppdraget från Särdal den 29 juli 1909 räddades två personer från fartyget Astrid med raketapparaten. Den 20 september 1922 räddades nio personer på samma sätt från tvåmastskonaren Ballybrac, som hade gått på grund vid Stensjö.
Livbåten användes första gången den 7 februari 1916, då det danska ådngfartyget Nordjylland, som hade gått på grund söder om revet Skallen, höll på att brytas sönder. Efter en timmes färd kunde åtta man räddas över till en dansk bogserbåt. Därefter låg livbåten i beredskap vid ytterligare tre tillfällen.

### Från station till museum
Räddningsstationen blev med tiden alltmer otidsenlig, och den avvecklades 1957. Svenska Sällskapet för Räddning af Skeppsbrutne (SSRS) skänkte båthuset och utrustningen till Harplinge hembygdsförening, som omvandlade anläggningen till ett museum för livräddning, sjöfart och fiske. I museet visas livräddningsbåten Otto Stenberg, raketapparaten och övrig utrustning samt olika fiskeredskap och en skärmutställning med gamla fotografier.
Museet är öppet för visningar på sommaren, och Harplinge hembygdsförening har tagit fram en ljudguide med en kort berättelse i ord och bild som kan visas på mobiltelefon eller surfplatta. Den startas med en   QR-kod på husväggen.